# NGC 2617
NGC 2617 este o seyfert 1 galaxy⁠(d) situată în constelația Hidra. A fost descoperită în 12 februarie 1885 de către Édouard Stephan⁠(d). Se află la o distanță de 61,86 de megaparseci de Pământ.